# Mesosa mediofasciata
Mesosa mediofasciata är en skalbaggsart som beskrevs av Stefan von Breuning 1942. Mesosa mediofasciata ingår i släktet Mesosa och familjen långhorningar. Inga underarter finns listade i Catalogue of Life.